# Meiogyne monosperma
Meiogyne monosperma (Hook.f. & Thomson) Heusden – gatunek rośliny z rodziny flaszowcowatych (Annonaceae Juss.). Występuje naturalnie na Sumatrze, Borneo oraz malezyjskiej części Półwyspu Malajskiego. 

## Morfologia
PokrójZimozielone drzewo dorastające do 18 m wysokości. Korona drzewa jest gęsta. Kora jest gładka i ma brązowoszarawą barwę.
LiścieMają kształt od eliptycznie lancetowatego do eliptycznego. Mierzą 9,5–16 cm długości oraz 3,5–7 cm szerokości. Nasada liścia jest rozwarta. Blaszka liściowa jest o spiczastym wierzchołku. Ogonek liściowy jest nagi i dorasta do 5–15 mm długości.
KwiatySą pojedyncze, rozwijają się w kątach pędów. Działki kielicha mają owalny kształt. Płatki mają lancetowaty kształt i białoszarawą barwę.
OwoceMieszki o kształcie od podłużnego do cylindrycznego. Mają brązową barwę.